# Білі метали
Бі́лі мета́ли — застаріла назва різних сплавів на основі олова, до складу яких ввіходять мідь, свинець, сурма та ін. метали.
Пізніше білим металам дано спеціальні назви залежно від складу і призначення, наприклад білі антифрикційні сплави для заливання підшипників названо бабітами; сплави, що застосовуються в поліграфічній техніці для відливання шрифту (гартблей), — друкарськими сплавами; сплав для паяння металів — припоєм і т. д.
Тепер відомо багато металів і сплавів білого кольору (нікель, кадмій, срібло, алюміній та інші), які не вкладаються в старе поняття «білі метали».